# 900
900是899与901之间的自然数。900是个十进制的哈沙德數。
在希腊数字中，900是用Ϡ（Sampi）来表示的。

## 在數學中
- 合數，正因數有1、2、3、4、5、6、9、10、12、15、18、20、25、30、36、45、50、60、75、90、100、150、180、225、300、450和900。
質因數分解為{\displaystyle 2^{2}\times 3^{2}\times 5^{2}}。
- 過剩數，真因數和為1921，盈度為1021。
  - 半完全數，和為本身的其中一組因數為2、 3、 4、 5、 6、 9、 10、 12、 15、 18、 20、 25、 30、 36、 50、 60、 75、 90、 100、 150、 180。
- 第30個平方數，為30的平方。前一個為841、下一個為961。
- 十进制的哈沙德數。
- 十进制的奢侈數。

## 901至999的數字
901
- 合数，正因數有1、17、53和901。
質因數分解，{\displaystyle 17\times 53}。
- 亏数，真因數和為71，虧度為830
- 不尋常數，大於平方根的質因數為53。
- 半素数。
- 无平方数因数的数。
- 十进制的奢侈數。

902
- 合数，正因數有1、2、11、22、41、82、451和902。
質因數分解，{\displaystyle 2\times 11\times 41}。
- 亏数，真因數和為610，虧度為292
- 不尋常數，大於平方根的質因數為41。
- 无平方数因数的数。
  - 楔形数。
- 十进制的奢侈數。
- 楔形數、非歐拉商數、哈沙德數

903
- 合数，正因數有1、3、7、21、43、129、301和903。
質因數分解，{\displaystyle 3\times 7\times 43}。
- 亏数，真因數和為505，虧度為398
- 不尋常數，大於平方根的質因數為43。
- 无平方数因数的数。
  - 楔形数。
- 十进制的奢侈數。
- 楔形數
- 三角數
- 梅滕斯函數(903)返回0

904
- 合数，正因數有1、2、4、8、113、226、452和904。
質因數分解，{\displaystyle 2^{3}\times 113}。
- 亏数，真因數和為806，虧度為98
- 不尋常數，大於平方根的質因數為113。
- 十进制的奢侈數。
- 梅滕斯函數（904）返回0

905
- 合数，正因數有1、5、181和905。
質因數分解，{\displaystyle 5\times 181}。
- 亏数，真因數和為187，虧度為718
- 不尋常數，大於平方根的質因數為181。
- 半素数。
- 无平方数因数的数。
- 十进制的奢侈數。
- 連續七素數之和（109 + 113 + 127 + 131 + 137 + 139 + 149）

906
- 合数，正因數有1、2、3、6、151、302、453和906。
質因數分解，{\displaystyle 2\times 3\times 151}。
- 过剩数，真因數和為918，盈度為12
  - 半完全数，和為本身的其中一組因數為151、 302、 453。
- 不尋常數，大於平方根的質因數為151。
- 佩服數，佩服因數為6。
- 无平方数因数的数。
  - 楔形数。
- 十进制的奢侈數。
- 楔形數，梅滕斯函數(906)返回0

907
- 第155個質數。

908
- 合数，正因數有1、2、4、227、454和908。
質因數分解，{\displaystyle 2^{2}\times 227}。
- 亏数，真因數和為688，虧度為220
- 不尋常數，大於平方根的質因數為227。
- 十进制的奢侈數。
- 非歐拉商數

909
- 合数，正因數有1、3、9、101、303和909。
質因數分解，{\displaystyle 3^{2}\times 101}。
- 亏数，真因數和為417，虧度為492
- 不尋常數，大於平方根的質因數為101。
- 十进制的奢侈數。

910
- 合数，正因數有1、2、5、7、10、13、14、26、35、65、70、91、130、182、455和910。
質因數分解，{\displaystyle 2\times 5\times 7\times 13}。
- 过剩数，真因數和為1106，盈度為196
  - 半完全数，和為本身的其中一組因數為1、 2、 5、 7、 10、 13、 26、 35、 65、 70、 91、 130、 455。
- 无平方数因数的数。
- 十进制的奢侈數。
- 哈沙德數

911
- 第156個質數。

912
- 合数，正因數有1、2、3、4、6、8、12、16、19、24、38、48、57、76、114、152、228、304、456和912。
質因數分解，{\displaystyle 2^{4}\times 3\times 19}。
- 过剩数，真因數和為1568，盈度為656
- 十进制的奢侈數。
- 連續四個素數之和（223 + 227 + 229 + 233）
- 連續十素數之和（67 + 73 + 79 + 83 + 89 + 97 + 101 + 103 + 107 + 109）
- 哈沙德數。

913
- 合数，正因數有1、11、83和913。
質因數分解，{\displaystyle 11\times 83}。
- 亏数，真因數和為95，虧度為818
- 不尋常數，大於平方根的質因數為83。
- 半素数。
- 无平方数因数的数。
- 十进制的奢侈數。
- 史密斯數
- 梅滕斯函數(913)返回0。

914
- 合数，正因數有1、2、457和914。
質因數分解，{\displaystyle 2\times 457}。
- 亏数，真因數和為460，虧度為454
- 不尋常數，大於平方根的質因數為457。
- 半素数。
- 无平方数因数的数。
- 十进制的奢侈數。
- 非歐拉商數

915
- 合数，正因數有1、3、5、15、61、183、305和915。
質因數分解，{\displaystyle 3\times 5\times 61}。
- 亏数，真因數和為573，虧度為342
- 不尋常數，大於平方根的質因數為61。
- 无平方数因数的数。
  - 楔形数。
- 十进制的奢侈數。
- 楔形數，
- 史密斯數量，
- 梅滕斯函數(915)返回0，哈沙德數

916
- 合数，正因數有1、2、4、229、458和916。
質因數分解，{\displaystyle 2^{2}\times 229}。
- 亏数，真因數和為694，虧度為222
- 不尋常數，大於平方根的質因數為229。
- 十进制的奢侈數。
- 梅滕斯函數(916)返回0，
- 非歐拉商數，
- Mian-Chowla數列成員

917
- 合数，正因數有1、7、131和917。
質因數分解，{\displaystyle 7\times 131}。
- 亏数，真因數和為139，虧度為778
- 不尋常數，大於平方根的質因數為131。
- 半素数。
- 无平方数因数的数。
- 十进制的奢侈數。
- 連續五素數之和（173 + 179 + 181 + 191 + 193）

918
- 合数，正因數有1、2、3、6、9、17、18、27、34、51、54、102、153、306、459和918。
質因數分解，{\displaystyle 2\times 3^{3}\times 17}。
- 过剩数，真因數和為1242，盈度為324
  - 半完全数，和為本身的其中一組因數為1、 2、 3、 6、 9、 17、 27、 34、 51、 54、 102、 153、 459。
- 十进制的奢侈數。
- 哈沙德數

919
- 第157個質數。
- 立方質數、陳素數，回文素數、
- 中心六邊形數、梅滕斯函數(919)返回0

920
- 合数，正因數有1、2、4、5、8、10、20、23、40、46、92、115、184、230、460和920。
質因數分解，{\displaystyle 2^{3}\times 5\times 23}。
- 过剩数，真因數和為1240，盈度為320
  - 半完全数，和為本身的其中一組因數為2、 4、 5、 8、 10、 23、 40、 46、 92、 230、 460。
- 十进制的奢侈數。
- 梅滕斯函數（920）返回0

921
- 合数，正因數有1、3、307和921。
質因數分解，{\displaystyle 3\times 307}。
- 亏数，真因數和為311，虧度為610
- 不尋常數，大於平方根的質因數為307。
- 半素数。
- 无平方数因数的数。
- 十进制的奢侈數。

922
- 合数，正因數有1、2、461和922。
質因數分解，{\displaystyle 2\times 461}。
- 亏数，真因數和為464，虧度為458
- 不尋常數，大於平方根的質因數為461。
- 半素数。
- 无平方数因数的数。
- 十进制的奢侈數。
- 非歐拉商數，
- 史密斯數

923
- 合数，正因數有1、13、71和923。
質因數分解，{\displaystyle 13\times 71}。
- 亏数，真因數和為85，虧度為838
- 不尋常數，大於平方根的質因數為71。
- 半素数。
- 无平方数因数的数。
- 十进制的奢侈數。

924
- 合数，正因數有1、2、3、4、6、7、11、12、14、21、22、28、33、42、44、66、77、84、132、154、231、308、462和924。
質因數分解，{\displaystyle 2^{2}\times 3\times 7\times 11}。
- 过剩数，真因數和為1764，盈度為840
- 十进制的奢侈數。
- 孿生素數之和（461 + 463）

925
- 合数，正因數有1、5、25、37、185和925。
質因數分解，{\displaystyle 5^{2}\times 37}。
- 亏数，真因數和為253，虧度為672
- 不尋常數，大於平方根的質因數為37。
- 十进制的奢侈數。
- 中心正方形數

926
- 合数，正因數有1、2、463和926。
質因數分解，{\displaystyle 2\times 463}。
- 亏数，真因數和為466，虧度為460
- 不尋常數，大於平方根的質因數為463。
- 半素数。
- 无平方数因数的数。
- 十进制的奢侈數。
- 連續六素數之和（139 + 149 + 151 + 157 + 163 + 167），
- 非歐拉商數

927
- 合数，正因數有1、3、9、103、309和927。
質因數分解，{\displaystyle 3^{2}\times 103}。
- 亏数，真因數和為425，虧度為502
- 不尋常數，大於平方根的質因數為103。
- 十进制的奢侈數。
- Tribonacci數

928
- 合数，正因數有1、2、4、8、16、29、32、58、116、232、464和928。
質因數分解，{\displaystyle 2^{5}\times 29}。
- 过剩数，真因數和為962，盈度為34
  - 半完全数，和為本身的其中一組因數為1、 4、 8、 16、 29、 58、 116、 232、 464。
- 十进制的奢侈數。
- 連續四個素數之和（227 + 229 + 233 + 239）
- 連續八素數之和（101 + 103 + 107 + 109 + 113 + 127 + 131 + 137）

929
- 第158個質數。
- 普羅斯數，
- 回文素數，
- 連續九素數之和（83 + 89 + 97 + 101 + 103 + 107 + 109 + 113 + 127），
- 艾森斯坦素數

930
- 合数，正因數有1、2、3、5、6、10、15、30、31、62、93、155、186、310、465和930。
質因數分解，{\displaystyle 2\times 3\times 5\times 31}。
- 过剩数，真因數和為1374，盈度為444
  - 半完全数，和為本身的其中一組因數為1、 2、 3、 5、 6、 15、 30、 62、 155、 186、 465。
- 不尋常數，大於平方根的質因數為31。
- 无平方数因数的数。
- 普洛尼克数，為30與31的乘積。
- 十进制的奢侈數。
- 普洛尼克數

931
- 合数，正因數有1、7、19、49、133和931。
質因數分解，{\displaystyle 7^{2}\times 19}。
- 亏数，真因數和為209，虧度為722
- 十进制的奢侈數。
- 連續三個素數之和（307 + 311 + 313）
- 雙純位數，111 下30 和777 下11

932
- 合数，正因數有1、2、4、233、466和932。
質因數分解，{\displaystyle 2^{2}\times 233}。
- 亏数，真因數和為706，虧度為226
- 不尋常數，大於平方根的質因數為233。
- 十进制的奢侈數。

933
- 合数，正因數有1、3、311和933。
質因數分解，{\displaystyle 3\times 311}。
- 亏数，真因數和為315，虧度為618
- 不尋常數，大於平方根的質因數為311。
- 半素数。
- 无平方数因数的数。
- 十进制的奢侈數。

934
- 合数，正因數有1、2、467和934。
質因數分解，{\displaystyle 2\times 467}。
- 亏数，真因數和為470，虧度為464
- 不尋常數，大於平方根的質因數為467。
- 半素数。
- 无平方数因数的数。
- 十进制的奢侈數。
- 非歐拉商數

935
- 合数，正因數有1、5、11、17、55、85、187和935。
質因數分解，{\displaystyle 5\times 11\times 17}。
- 亏数，真因數和為361，虧度為574
- 无平方数因数的数。
  - 楔形数。
- 十进制的奢侈數。
- 楔形數，
- 盧卡斯-卡邁克爾數，
- 哈沙德數

936
- 合数，正因數有1、2、3、4、6、8、9、12、13、18、24、26、36、39、52、72、78、104、117、156、234、312、468和936。
質因數分解，{\displaystyle 2^{3}\times 3^{2}\times 13}。
- 过剩数，真因數和為1794，盈度為858
- 十进制的奢侈數。
- 五角錐數，
- 哈沙德數

937
- 第159個質數。
- 陳素數
- 星號

938
- 合数，正因數有1、2、7、14、67、134、469和938。
質因數分解，{\displaystyle 2\times 7\times 67}。
- 亏数，真因數和為694，虧度為244
- 不尋常數，大於平方根的質因數為67。
- 无平方数因数的数。
  - 楔形数。
- 十进制的奢侈數。
- 楔形數，
- 非歐拉商數

939
- 合数，正因數有1、3、313和939。
質因數分解，{\displaystyle 3\times 313}。
- 亏数，真因數和為317，虧度為622
- 不尋常數，大於平方根的質因數為313。
- 半素数。
- 无平方数因数的数。
- 十进制的奢侈數。

940
- 合数，正因數有1、2、4、5、10、20、47、94、188、235、470和940。
質因數分解，{\displaystyle 2^{2}\times 5\times 47}。
- 过剩数，真因數和為1076，盈度為136
  - 半完全数，和為本身的其中一組因數為47、 188、 235、 470。
- 不尋常數，大於平方根的質因數為47。
- 十进制的奢侈數。
- 第55 totient總和整數

941
- 第160個質數。
- 連續三個素數之和（311 + 313 + 317）
- 連續五素數之和（179 + 181 + 191 + 193 + 197）
- 陳素數
- 艾森斯坦質數

942
- 合数，正因數有1、2、3、6、157、314、471和942。
質因數分解，{\displaystyle 2\times 3\times 157}。
- 过剩数，真因數和為954，盈度為12
  - 半完全数，和為本身的其中一組因數為157、 314、 471。
- 不尋常數，大於平方根的質因數為157。
- 佩服數，佩服因數為6。
- 无平方数因数的数。
  - 楔形数。
- 十进制的奢侈數。
- 楔形數
- 連續四個素數之和（229 + 233 + 239 + 241）
- 非歐拉商數

943
- 合数，正因數有1、23、41和943。
質因數分解，{\displaystyle 23\times 41}。
- 亏数，真因數和為65，虧度為878
- 不尋常數，大於平方根的質因數為41。
- 半素数。
- 无平方数因数的数。
- 十进制的奢侈數。

944
- 合数，正因數有1、2、4、8、16、59、118、236、472和944。
質因數分解，{\displaystyle 2^{4}\times 59}。
- 亏数，真因數和為916，虧度為28
- 不尋常數，大於平方根的質因數為59。
- 十进制的奢侈數。
- 非歐拉商數

945
- 合数，正因數有1、3、5、7、9、15、21、27、35、45、63、105、135、189、315和945。
質因數分解，{\displaystyle 3^{3}\times 5\times 7}。
- 过剩数，真因數和為975，盈度為30
  - 半完全数，和為本身的其中一組因數為1、 5、 7、 9、 15、 21、 35、 45、 63、 105、 135、 189、 315。
- 佩服數，佩服因數為15。
- 十进制的奢侈數。
- 9之雙階乘
- 利蘭數

946
- 合数，正因數有1、2、11、22、43、86、473和946。
質因數分解，{\displaystyle 2\times 11\times 43}。
- 亏数，真因數和為638，虧度為308
- 不尋常數，大於平方根的質因數為43。
- 无平方数因数的数。
  - 楔形数。
- 十进制的奢侈數。
- 楔形數，
- 三角數，
- 六邊形數

947
- 第161個質數。
- 連續七素數之和（113 + 127 + 131 + 137 + 139 + 149 + 151）
- 平衡素數
- 陳素數
- 艾森斯坦素數

948
- 合数，正因數有1、2、3、4、6、12、79、158、237、316、474和948。
質因數分解，{\displaystyle 2^{2}\times 3\times 79}。
- 过剩数，真因數和為1292，盈度為344
  - 半完全数，和為本身的其中一組因數為79、 158、 237、 474。
- 不尋常數，大於平方根的質因數為79。
- 十进制的奢侈數。
- 非歐拉商數，與949組成魯絲-阿倫數對

949
- 合数，正因數有1、13、73和949。
質因數分解，{\displaystyle 13\times 73}。
- 亏数，真因數和為87，虧度為862
- 不尋常數，大於平方根的質因數為73。
- 半素数。
- 无平方数因数的数。
- 十进制的奢侈數。
- 與948組成魯絲-阿倫數對

950
- 合数，正因數有1、2、5、10、19、25、38、50、95、190、475和950。
質因數分解，{\displaystyle 2\times 5^{2}\times 19}。
- 亏数，真因數和為910，虧度為40
- 十进制的奢侈數。
- 非歐拉商數

951
- 合数，正因數有1、3、317和951。
質因數分解，{\displaystyle 3\times 317}。
- 亏数，真因數和為321，虧度為630
- 不尋常數，大於平方根的質因數為317。
- 半素数。
- 无平方数因数的数。
- 十进制的奢侈數。
- 中心五邊形數

952
- 合数，正因數有1、2、4、7、8、14、17、28、34、56、68、119、136、238、476和952。
質因數分解，{\displaystyle 2^{3}\times 7\times 17}。
- 过剩数，真因數和為1208，盈度為256
  - 半完全数，和為本身的其中一組因數為2、 4、 7、 8、 14、 28、 34、 56、 68、 119、 136、 476。
- 十进制的奢侈數。

953
- 第162個質數。
- 索菲熱爾曼素數
- 陳素數
- 艾森斯坦素數
- 中心七邊形數

954
- 合数，正因數有1、2、3、6、9、18、53、106、159、318、477和954。
質因數分解，{\displaystyle 2\times 3^{2}\times 53}。
- 过剩数，真因數和為1152，盈度為198
  - 半完全数，和為本身的其中一組因數為53、 106、 318、 477。
- 不尋常數，大於平方根的質因數為53。
- 十进制的奢侈數。
- 連續十素數之和（73 + 79 + 83 + 89 + 97 + 101 + 103 + 107 + 109 + 113）
- 非歐拉商數
- 哈沙德數

955
- 合数，正因數有1、5、191和955。
質因數分解，{\displaystyle 5\times 191}。
- 亏数，真因數和為197，虧度為758
- 不尋常數，大於平方根的質因數為191。
- 半素数。
- 无平方数因数的数。
- 十进制的奢侈數。

956
- 合数，正因數有1、2、4、239、478和956。
質因數分解，{\displaystyle 2^{2}\times 239}。
- 亏数，真因數和為724，虧度為232
- 不尋常數，大於平方根的質因數為239。
- 十进制的奢侈數。

957
- 合数，正因數有1、3、11、29、33、87、319和957。
質因數分解，{\displaystyle 3\times 11\times 29}。
- 亏数，真因數和為483，虧度為474
- 无平方数因数的数。
  - 楔形数。
- 十进制的奢侈數。
- 楔形數

958
- 合数，正因數有1、2、479和958。
質因數分解，{\displaystyle 2\times 479}。
- 亏数，真因數和為482，虧度為476
- 不尋常數，大於平方根的質因數為479。
- 半素数。
- 无平方数因数的数。
- 十进制的奢侈數。
- 非歐拉商數
- 史密斯數，

959
- 合数，正因數有1、7、137和959。
質因數分解，{\displaystyle 7\times 137}。
- 亏数，真因數和為145，虧度為814
- 不尋常數，大於平方根的質因數為137。
- 半素数。
- 无平方数因数的数。
- 十进制的奢侈數。
- 卡羅爾數

960
- 合数，正因數有1、2、3、4、5、6、8、10、12、15、16、20、24、30、32、40、48、60、64、80、96、120、160、192、240、320、480和960。
質因數分解，{\displaystyle 2^{6}\times 3\times 5}。
- 过剩数，真因數和為2088，盈度為1128
- 十进制的奢侈數。
- 連續六個素數之和（149 + 151 + 157 + 163 + 167 + 173）
- 哈沙德數

961
- 合数，正因數有1、31和961。
質因數分解，{\displaystyle 31^{2}}。
- 亏数，真因數和為32，虧度為929
- 半素数。
- 平方数，為31的平方。
- 十进制的等數位數。
- 連續三個素數之和（313 + 317 + 331）
- 連續五素數之和（181 + 191 + 193 + 197 + 199）
- 中心八邊形數，最大的3個位完美正方形。

962
- 合数，正因數有1、2、13、26、37、74、481和962。
質因數分解，{\displaystyle 2\times 13\times 37}。
- 亏数，真因數和為634，虧度為328
- 不尋常數，大於平方根的質因數為37。
- 无平方数因数的数。
  - 楔形数。
- 十进制的奢侈數。
- 楔形數
- 非歐拉商數

963
- 合数，正因數有1、3、9、107、321和963。
質因數分解，{\displaystyle 3^{2}\times 107}。
- 亏数，真因數和為441，虧度為522
- 不尋常數，大於平方根的質因數為107。
- 十进制的奢侈數。
- 首24的素數之和

964
- 合数，正因數有1、2、4、241、482和964。
質因數分解，{\displaystyle 2^{2}\times 241}。
- 亏数，真因數和為730，虧度為234
- 不尋常數，大於平方根的質因數為241。
- 十进制的奢侈數。
- 連續四個素數之和（233 + 239 + 241 + 251）
- 非歐拉商數

965
- 合数，正因數有1、5、193和965。
質因數分解，{\displaystyle 5\times 193}。
- 亏数，真因數和為199，虧度為766
- 不尋常數，大於平方根的質因數為193。
- 半素数。
- 无平方数因数的数。
- 十进制的奢侈數。

966
- 合数，正因數有1、2、3、6、7、14、21、23、42、46、69、138、161、322、483和966。
質因數分解，{\displaystyle 2\times 3\times 7\times 23}。
- 过剩数，真因數和為1338，盈度為372
  - 半完全数，和為本身的其中一組因數為2、 6、 7、 14、 21、 23、 42、 69、 138、 161、 483。
- 无平方数因数的数。
- 十进制的奢侈數。
- 連續八素數之和（103 + 107 + 109 + 113 + 127 + 131 + 137 + 139）
- 哈沙德數

967
- 第163個質數。

968
- 合数，正因數有1、2、4、8、11、22、44、88、121、242、484和968。
質因數分解，{\displaystyle 2^{3}\times 11^{2}}。
- 过剩数，真因數和為1027，盈度為59
  - 半完全数，和為本身的其中一組因數為1、 2、 8、 22、 88、 121、 242、 484。
- 十进制的奢侈數。
- 非歐拉商數

969
- 合数，正因數有1、3、17、19、51、57、323和969。
質因數分解，{\displaystyle 3\times 17\times 19}。
- 亏数，真因數和為471，虧度為498
- 无平方数因数的数。
  - 楔形数。
- 十进制的奢侈數。
- 楔形數
- 九邊形數
- 四面體數

970
- 合数，正因數有1、2、5、10、97、194、485和970。
質因數分解，{\displaystyle 2\times 5\times 97}。
- 亏数，真因數和為794，虧度為176
- 不尋常數，大於平方根的質因數為97。
- 无平方数因数的数。
  - 楔形数。
- 十进制的奢侈數。
- 楔形數

971
- 第164個質數。
- 陳素數
- 艾森斯坦素數（無虛部）

972
- 合数，正因數有1、2、3、4、6、9、12、18、27、36、54、81、108、162、243、324、486和972。
質因數分解，{\displaystyle 2^{2}\times 3^{5}}。
- 过剩数，真因數和為1576，盈度為604
- 十进制的奢侈數。
- 哈沙德數

973
- 合数，正因數有1、7、139和973。
質因數分解，{\displaystyle 7\times 139}。
- 亏数，真因數和為147，虧度為826
- 不尋常數，大於平方根的質因數為139。
- 半素数。
- 无平方数因数的数。
- 十进制的奢侈數。

974
- 合数，正因數有1、2、487和974。
質因數分解，{\displaystyle 2\times 487}。
- 亏数，真因數和為490，虧度為484
- 不尋常數，大於平方根的質因數為487。
- 半素数。
- 无平方数因数的数。
- 十进制的奢侈數。
- 非歐拉商數

975
- 合数，正因數有1、3、5、13、15、25、39、65、75、195、325和975。
質因數分解，{\displaystyle 3\times 5^{2}\times 13}。
- 亏数，真因數和為761，虧度為214
- 十进制的奢侈數。

976
- 合数，正因數有1、2、4、8、16、61、122、244、488和976。
質因數分解，{\displaystyle 2^{4}\times 61}。
- 亏数，真因數和為946，虧度為30
- 不尋常數，大於平方根的質因數為61。
- 十进制的奢侈數。
- 十邊形數

977
- 第165個質數。
- 質數連續九年的總和（89 + 97 + 101 + 103 + 107 + 109 + 113 + 127 + 131）
- 平衡素數、陳素數、艾森斯坦素數、斯特恩素數
- 严格非回文数

978
- 合数，正因數有1、2、3、6、163、326、489和978。
質因數分解，{\displaystyle 2\times 3\times 163}。
- 过剩数，真因數和為990，盈度為12
  - 半完全数，和為本身的其中一組因數為163、 326、 489。
- 不尋常數，大於平方根的質因數為163。
- 佩服數，佩服因數為6。
- 无平方数因数的数。
  - 楔形数。
- 十进制的奢侈數。
- 楔形數、非歐拉商數

979
- 合数，正因數有1、11、89和979。
質因數分解，{\displaystyle 11\times 89}。
- 亏数，真因數和為101，虧度為878
- 不尋常數，大於平方根的質因數為89。
- 半素数。
- 无平方数因数的数。
- 十进制的奢侈數。

980
- 合数，正因數有1、2、4、5、7、10、14、20、28、35、49、70、98、140、196、245、490和980。
質因數分解，{\displaystyle 2^{2}\times 5\times 7^{2}}。
- 过剩数，真因數和為1414，盈度為434
- 十进制的奢侈數。

981
- 合数，正因數有1、3、9、109、327和981。
質因數分解，{\displaystyle 3^{2}\times 109}。
- 亏数，真因數和為449，虧度為532
- 不尋常數，大於平方根的質因數為109。
- 十进制的奢侈數。

982
- 合数，正因數有1、2、491和982。
質因數分解，{\displaystyle 2\times 491}。
- 亏数，真因數和為494，虧度為488
- 不尋常數，大於平方根的質因數為491。
- 半素数。
- 无平方数因数的数。
- 十进制的奢侈數。

983
- 第166個質數。
- 安全素數
- 陳素數
- 艾森斯坦素數（無虛部）
- Wedderburn–Etherington數
- 嚴格非回文數

984
- 合数，正因數有1、2、3、4、6、8、12、24、41、82、123、164、246、328、492和984。
質因數分解，{\displaystyle 2^{3}\times 3\times 41}。
- 过剩数，真因數和為1536，盈度為552
  - 半完全数，和為本身的其中一組因數為2、 3、 4、 8、 24、 82、 123、 164、 246、 328。
- 不尋常數，大於平方根的質因數為41。
- 十进制的奢侈數。

985
- 合数，正因數有1、5、197和985。
質因數分解，{\displaystyle 5\times 197}。
- 亏数，真因數和為203，虧度為782
- 不尋常數，大於平方根的質因數為197。
- 半素数。
- 无平方数因数的数。
- 十进制的奢侈數。
- 連續三個素數之和（317 + 331 + 337）
- 馬爾可夫數
- 佩爾數
- 史密斯數量

986
- 合数，正因數有1、2、17、29、34、58、493和986。
質因數分解，{\displaystyle 2\times 17\times 29}。
- 亏数，真因數和為634，虧度為352
- 无平方数因数的数。
  - 楔形数。
- 十进制的奢侈數。
- 楔形數
- 非歐拉商數

987
- 合数，正因數有1、3、7、21、47、141、329和987。
質因數分解，{\displaystyle 3\times 7\times 47}。
- 亏数，真因數和為549，虧度為438
- 不尋常數，大於平方根的質因數為47。
- 无平方数因数的数。
  - 楔形数。
- 十进制的奢侈數。
- 斐波納契數

988
- 合数，正因數有1、2、4、13、19、26、38、52、76、247、494和988。
質因數分解，{\displaystyle 2^{2}\times 13\times 19}。
- 亏数，真因數和為972，虧度為16
- 十进制的奢侈數。
- 連續四個素數之和（239 + 241 + 251 + 257）
- 非歐拉商數

989
- 合数，正因數有1、23、43和989。
質因數分解，{\displaystyle 23\times 43}。
- 亏数，真因數和為67，虧度為922
- 不尋常數，大於平方根的質因數為43。
- 半素数。
- 无平方数因数的数。
- 十进制的奢侈數。

990
- 合数，正因數有1、2、3、5、6、9、10、11、15、18、22、30、33、45、55、66、90、99、110、165、198、330、495和990。
質因數分解，{\displaystyle 2\times 3^{2}\times 5\times 11}。
- 过剩数，真因數和為1818，盈度為828
- 十进制的奢侈數。
- 連續六個素數之和（151 + 157 + 163 + 167 + 173 + 179）
- 三角形數
- 哈沙德數

991
- 第167個質數。
- 質數連續五年的總和（191 + 193 + 197 + 199 + 211）
- 連續七素數之和（127 + 131 + 137 + 139 + 149 + 151 + 157）
- 陳素數

992
- 合数，正因數有1、2、4、8、16、31、32、62、124、248、496和992。
質因數分解，{\displaystyle 2^{5}\times 31}。
- 过剩数，真因數和為1024，盈度為32
  - 半完全数，和為本身的其中一組因數為1、 2、 4、 8、 16、 31、 62、 124、 248、 496。
- 佩服數，佩服因數為16。
- 普洛尼克数，為31與32的乘積。
- 十进制的奢侈數。
- 普洛尼克數
- 非歐拉商數
- 十一維異域球之數 [1]。

993
- 合数，正因數有1、3、331和993。
質因數分解，{\displaystyle 3\times 331}。
- 亏数，真因數和為335，虧度為658
- 不尋常數，大於平方根的質因數為331。
- 半素数。
- 无平方数因数的数。
- 十进制的奢侈數。

994
- 合数，正因數有1、2、7、14、71、142、497和994。
質因數分解，{\displaystyle 2\times 7\times 71}。
- 亏数，真因數和為734，虧度為260
- 不尋常數，大於平方根的質因數為71。
- 无平方数因数的数。
  - 楔形数。
- 十进制的奢侈數。
- 楔形數
- 非歐拉商數

995
- 合数，正因數有1、5、199和995。
質因數分解，{\displaystyle 5\times 199}。
- 亏数，真因數和為205，虧度為790
- 不尋常數，大於平方根的質因數為199。
- 半素数。
- 无平方数因数的数。
- 十进制的奢侈數。

996
- 合数，正因數有1、2、3、4、6、12、83、166、249、332、498和996。
質因數分解，{\displaystyle 2^{2}\times 3\times 83}。
- 过剩数，真因數和為1356，盈度為360
  - 半完全数，和為本身的其中一組因數為83、 166、 249、 498。
- 不尋常數，大於平方根的質因數為83。
- 十进制的奢侈數。

997
- 第168個質數。
- 嚴格非回文數

998
- 合数，正因數有1、2、499和998。
質因數分解，{\displaystyle 2\times 499}。
- 亏数，真因數和為502，虧度為496
- 不尋常數，大於平方根的質因數為499。
- 半素数。
- 无平方数因数的数。
- 十进制的奢侈數。
- 非歐拉商數

999
- 合数，正因數有1、3、9、27、37、111、333和999。
質因數分解，{\displaystyle 3^{3}\times 37}。
- 亏数，真因數和為521，虧度為478
- 不尋常數，大於平方根的質因數為37。
- 十进制的奢侈數。